# Eden and Return
Eden and Return er en amerikansk stumfilm fra 1921 af William A. Seiter.

## Medvirkende
- Doris May som Betty Baylock
- Emmett King som Robert Baylock
- Margaret Livingston som Connie Demarest
- Earl Metcalfe som John Grey
- Margaret Campbell som Sarah
- Charles A. Post som Sam Padgett
- Frank Kingsley som Dempsey Chubbs